# Tiburcio Carías Andino
Tiburcio Carías Andino (Tegucigalpa, 15 de marzo de 1876-Tegucigalpa, 23 de diciembre de 1969) fue un dictador, abogado, político, catedrático, militar con el grado de general de división y duodécimo segundo presidente de la República de Honduras. Carías se ganó una fama después de su victoria contra el gobierno liberal de Rafael López Gutiérrez en 1925, durante la segunda guerra civil de Honduras. Posteriormente, fue elegido presidente de Honduras en medio de una profunda depresión mundial, en las elecciones de 1932. 
Se quedó en el poder más allá del periodo para el cual fue elegido mediante la emisión de la constitución de 1936 y sus reformas posteriores. Durante su mandato, conocido como El Cariato, fortaleció las Fuerzas Armadas, mantuvo el poder de las empresas bananeras, se alineó fuertemente con el gobierno de los Estados Unidos y logró el equilibrio económico manteniendo al país a una estricta adhesión a los pagos de la deuda. El Cariato puso fin a un largo período caracterizado por gobiernos de corta duración, como resultado de interminables golpes de Estado y guerras civiles; esto mediante la represión de la oposición y los grupos sindicales. En 1949 fue obligado a dejar el poder bajo presión de los Estados Unidos de América y presiones internas.

## Biografía

### Inicios
Tiburcio Carías Andino nació en la República de Honduras el 15 de marzo de 1876.
En 1901 fue nombrado director de la Escuela de Varones y profesor del instituto El Porvenir, lugar donde impartió clases de matemáticas. Además, fue catedrático de Derecho Penal en la Facultad de Jurisprudencia y Ciencias Políticas de la Universidad Central de Honduras.
El 15 de febrero de 1905, Carías Andino fue parte del proyecto del Hospital de Occidente, hasta la terminación de su edificio. El Hospital funcionaba gracias a actividades y contribuciones económicas del pueblo, hasta que en 1940 el Poder Ejecutivo pasó a hacerse cargo de la asistencia sanitaria.
En 1907 Andino luchó junto a las fuerzas liberales en la Batalla de Lizapa y fue ascendido a general.

### Gobernador político de Copán
Miguel Rafael Dávila Cuéllar asumió a la Presidencia de la República y nombró al doctor y general Tiburcio Carias Andino como gobernador político del departamento de Copán (1907-1908).
El 5 de abril de 1908 se fundó la Sociedad de Artesanos El Porvenir, siendo Tiburcio Carias Andino su presidente. El 26 de mayo de 1912, dicha organización pasa a llamarse Sociedad Copaneca de Obreros.
En 1912, el general Manuel Bonilla Chirinos asumió por segunda vez la presidencia de Honduras, siendo adversario de Carias Andino.

### Primera candidatura presidencial
En 1923, los copanecos, el general Humberto Barnica Milla, el licenciado Jesús María Rodríguez (hijo) y el coronel Alejandro Somoza Vivas, acuerparon al doctor y general Tiburcio Carías Andino como candidato presidencial del Partido Nacional. En San Pedro Sula el periódico El Comercio, dirigido por el periodista portugués Juan A. Soto Mayor, comenzó a hacer propaganda a la candidatura de Carías Andino. Carías Andino llevó al doctor Miguel Paz Barahona como candidato a vicepresidente, en las elecciones presidenciales de ese año. Carías fue declarado vencedor, obteniendo 49,541 votos.

### Segunda guerra civil de Honduras
En 1924 estalló la Revolución Reivindicatoria contra las fuerzas de la nación del presidente Rafael López Gutiérrez, quien intentó permanecer en el poder tras las elecciones presidenciales ganadas por Carías. Las fuerzas revolucionarias estuvieron al mando del mismo Carías Andino y sus comandantes, el general Gregorio Ferrera y general Vicente Tosta Carrasco. La ciudad capital de Tegucigalpa fue bombardeada por dos aviones de la revolución, cuyos aviadores arrojaron las bombas a mano; mientras que las fuerzas gubernamentales solo contaban con las aeronaves británicas Bristol F 2B. 
Carías Andino tomó el poder del 9 de febrero al 24 de marzo. López Gutiérrez se vio forzado a abandonar el país y en su sustitución quedaría un Consejo de Ministros encabezado por el doctor Francisco Bueso Cuéllar, administrando las riendas de la deteriorada nación. De nuevo, el embajador estadounidense Franklin E. Morales pidió la intervención de militares de su país y mandó a anclar el crucero USS Milwakee en el Golfo de Fonseca, de donde desembarcaron 200 marines estadounidenses que sitiaron Tegucigalpa el 11 de marzo de ese año a las 11:00 a. m.. 
El doctor y general Carias Andino, como jefe de la revolución, asumiría por segunda vez el poder del 24 marzo al 28 de abril de 1924. Paralelo a este, Fausto Dávila, exministro del gobierno de López Gutiérrez, continuaría con la administración por una semana. Más tarde, en el crucero USS Denver se iniciaron las negociaciones entre los revolucionarios y el gobierno, al cabo de las cuales se designó como presidente provisional al general Vicente Tosta Carrasco, en cuyo régimen se levantó en armas el general Gregorio Ferrera.

### Segunda y tercera candidaturas presidenciales
En 1928, nuevamente Andino fue candidato presidencial del Partido Nacional para las elecciones presidenciales y el ganador fue el doctor Vicente Mejía Colindres, del Partido Liberal.
Carías volvió a participar en las elecciones de 1932, que fueron relativamente pacíficas y libres. El presidente de la República, Mejía Colindres, se negó a los deseos de su partido de manipular las elecciones y favorecer al candidato liberal José Ángel Zúñiga Huete; en cambio, el general Tiburcio Carías ganó las elecciones con 81,211 votos, más de 20,000 votos de diferencia, tomando posesión el 1 de febrero de 1933. 
Previo a tomar posesión de su cargo y aún estando en funciones el presidente Vicente Mejía Colindres, varios comandantes de plaza de las ciudades importantes de Honduras dieron su lealtad al general liberal José María Reina Fiallos, alias Chema, para que este liderara una rebelión en el país en noviembre de 1932. A esta se le conoció como la Revuelta de las Traiciones, cuyo único fin era la de evitar de que Carias Andino tomase posesión del cargo presidencial.

### El Cariato
El mandato de Carías Andino puso fin a las guerras civiles que habían azotado al país, iniciando un periodo de estabilidad que sentó las bases para la consolidación del Estado de Honduras. Fue, por otro lado, un periodo de represión de las libertades, donde los opositores políticos fueron encarcelados, exiliados y asesinados. Durante ese tiempo se construyó el Parque El Picacho y el Estadio Nacional, se modernizaron los entes de seguridad y se declaró el día oficial de Lempira.
Carias logró mantenerse en el poder gracias al apoyo de los militares, de un Congreso Nacional controlado por el Partido Nacional, de la Iglesia católica y de su aparato mediático. Fue también relevante el apoyo de los Estados Unidos, que mediante su Política del buen vecino, impulsada por el presidente Roosevelt desde 1933, optó por no intervenir en asuntos domésticos y asegurar la estabilidad y la cohesión con los países latinoamericanos, frente a las amenazas surgidas por la Segunda Guerra Mundial y la posterior Guerra Fría.

### Cuarta candidatura presidencial
El 16 de febrero de 1954 el Partido Nacional de Honduras confió en nombrar como candidato oficial a Tiburcio Carias Andino para presidente y a Gregorio Reyes Zelaya para vicepresidente, para las elecciones presidenciales de septiembre de 1957. Carias Andino esta vez se enfrentó con un popular líder del liberalismo, el doctor Ramón Villeda Morales, habiendo además división en el Partido Nacional, ya que su amigo, correligionario y compañero de batallas, el ingeniero y general Abraham Williams Calderón también presentó su candidatura oficial con el Movimiento Nacional Reformista. Las elecciones de 1957 se llevaron con total normalidad, siendo Villeda Morales el ganador.

## Otros cargos
- 1905: Comandante de armas en el gobierno del presidente Miguel Rafael Dávila Cuéllar.
- 1909: Gobernador político del departamento de Cortés.
- 1926-1929: Presidente del Congreso Nacional de Honduras.
- 1930-1931: Presidente del Congreso Nacional de Honduras.
- 1960: Magistrado de la Corte Segunda de Apelaciones de Tegucigalpa.

## Familia
Sus padres fueron Calixto Carias Galindo y Sara Francisca Andino Rivera. El 21 de octubre de 1932, Tiburcio Carías Andino desposó a  Elena de Jesús Castillo Barahona en Tegucigalpa.
El hermano de Carías fue el tátara-abuelo de Ana García Carías, primera dama de Honduras (2014-2022) y precandidata presidencial (2025).

## En la literatura
La novela Prisión Verde (1950) del escritor hondureño Ramón Amaya Amador, retrata la relación del gobierno de Carías con el estadounidense, a través del acaparamiento de tierras por parte de la compañía bananera hacia mediados del siglo XX.